# Florin, Kalifornien
Florin är en ort (CDP) i Sacramento County, i delstaten Kalifornien, USA. Enligt United States Census Bureau har orten en folkmängd på 47 513 invånare (2010) och en landarea på 22,5 km².